# Henry Trendley Dean

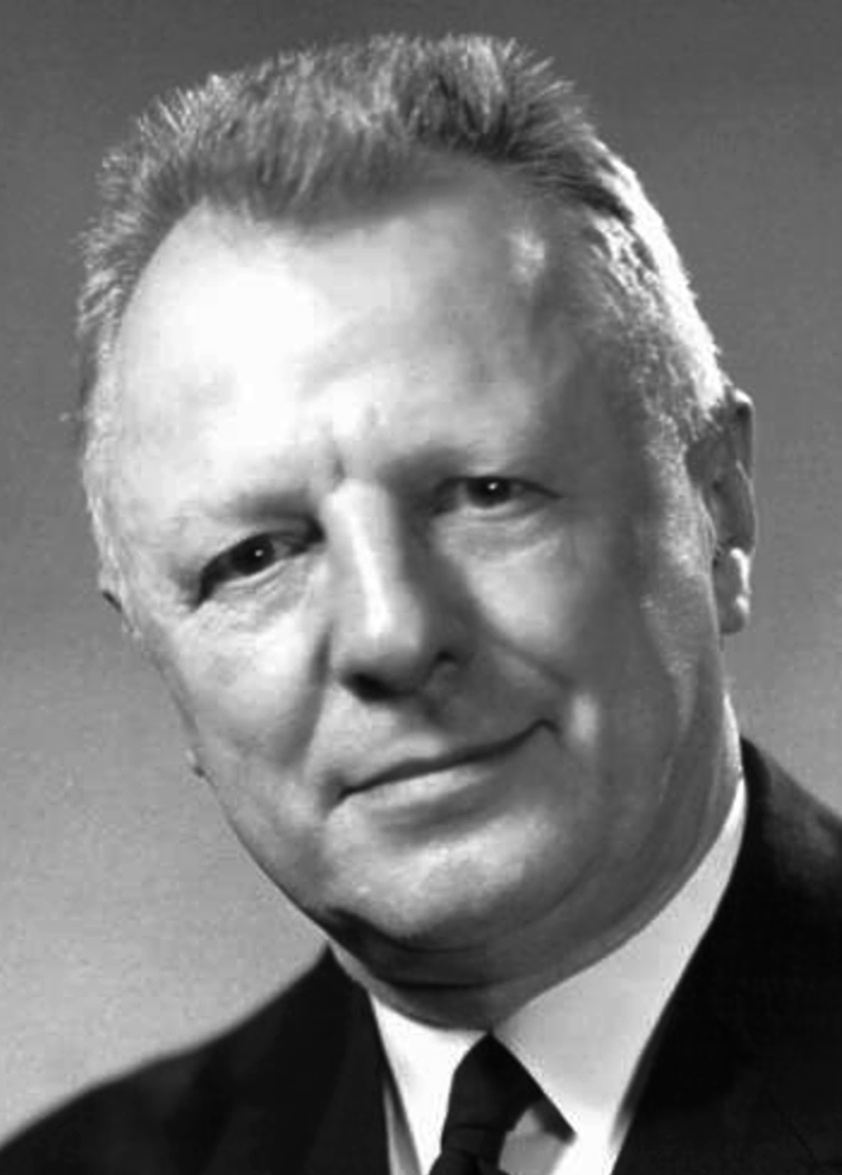
H. Trendley Dean (1893–1962)

Henry Trendley Dean (25.8.1893 – 13.5.1962), là giám đốc đầu tiên của Viện nghiên cứu Nha khoa quốc gia (Mỹ) và là nhà nghiên cứu tiên phong việc fluor hóa nước uống để phòng ngừa tình trạng mục răng.

## Cuộc đời và Sự nghiệp
Dean sinh tại Winstanley Park, Illinois ngày 25.8.1893. Ông đậu bằng nha sĩ ở Đại học St. Louis năm 1916. Cùng năm, ông bắt đầu hành nghề tư ở thành phố Wood River, Illinois. Trong Thế chiến thứ nhất, ông phục vụ trong Quân đội Hoa Kỳ tới năm 1919, rồi trở lại hành nghề nha sĩ của mình. Năm 1921, ông vào làm việc trong Cơ quan Y tế công cộng Hoa Kỳ (United States Public Health Service) và được đưa đi làm việc ở nhiều bệnh viện của Thủy quân lục chiến Hoa Kỳ. Năm 1931 ông được trao nhiệm vụ nghiên cứu răng ở National Institutes of Health, và được thăng chức giám đốc phân ban nghiên cứu răng năm 1945.
Sau Thế chiến thứ hai, ông điều khiển các nghiên cứu dịch tễ học cho quân đội Mỹ ở Đức. Khi Quốc hội Hoa Kỳ thiết lập Viện nghiên cứu Nha khoa quốc gia năm 1948, Dean được bổ nhiệm làm giám đốc đầu tiên của viện này, chức vụ mà ông giữ cho tới khi nghỉ hưu năm 1953.
Di sản mà Dean để lại gồm hầu như toàn bộ nghiên cứu về fluor hóa nước uống của ông. Theo sự đề xuất của Dr. Frederick McKay và các người khác về việc răng ở một số vùng của Mỹ bị biến thành màu nâu, Dean được viện giao cho nghiên cứu tình trạng này đầu tiên. Với sự giúp đỡ của các bạn cùng nghiên cứu và sự hợp tác của các nha sĩ cùng các người khác trong lãnh vực nha khoa, ông đã xác minh được rằng lượng fluorine cao trong nước uống đã gây cho men răng có các vết đốm khác màu, đồng thời sớm dẫn tới các tỷ lệ sâu răng thấp. Sau đó ông dành toàn thời gian tìm ra mức fluorine tối ưu pha trong nước uống để ngừa mục răng và tránh cho men răng bị các vết đốm khác màu.
Sau khi nghỉ hưu, Dean tham gia Hiệp hội Nha khoa Hoa Kỳ, làm thư ký Hội đồng nghiên cứu Nha khoa của Hiệp hội. Trong vai trò này, ông tiếp tục bênh vực và bảo vệ việc pha thêm fluorine vào nước tiêu dùng công cộng.
Dean từ trần ngày 13.5.1962, sau thời gian dài đấu tranh với bệnh suyễn và chứng khí thũng.
Hiệp hội nghiên cứu Nha khoa quốc tế có một giải thưởng đặt theo tên ông gọi là "Giải tưởng niệm Henry Trendley Dean" để thưởng cho các công trình nghiên cứu đáng khen trong dịch tễ học và y tế công cộng.

## Giải thưởng
Giải nghiên cứu Y học lâm sàng Lasker-DeBakey năm 1952